# Marta Abba
Marta Abba, född 25 juni 1900, död 24 juni 1988, var en italiensk skådespelare.

## Biografi
Abba slog igenom 1925 hos Charles B. Cochran på New Oxford Theatre i London i Luigi Pirandellos Sex roller söker en författare, varpå följde en rad framgångar i samma författares Henrik IV, För att skyla sin nakenhet och Alla har rätt. Hon spelade senare med framgång på de flesta större teatrar såsom i Paris, Berlin, Wien, Budapest och Prag. Till hennes främsta roller hör titelrollerna i Lev Tolstojs Anna Karenina, Henrik Ibsens Hedda Gabler och Frun från havet, George Bernard Shaws Sankta Johanna samt Portia i Shakespeares Köpmannen i Venedig.